# Bartłomiej Misiewicz
Bartłomiej Sebastian Misiewicz (ur. 27 marca 1990 w Warszawie) – polski polityk oraz przedsiębiorca, w latach 2015–2017 szef gabinetu politycznego i rzecznik prasowy Ministerstwa Obrony Narodowej, jeden z bliskich współpracowników Antoniego Macierewicza.

## Życiorys
W 2009 ukończył XII Liceum Ogólnokształcące im. Henryka Sienkiewicza w Warszawie. Podejmował studia licencjackie na Społecznej Akademii Nauk w Łodzi, na Uniwersytecie Kardynała Stefana Wyszyńskiego w Warszawie, a w 2015 w Wyższej Szkole Kultury Społecznej i Medialnej w Toruniu. W 2018 na tej ostatniej uczelni obronił licencjat pt. Szczyt NATO 2016 w Warszawie i jego wpływ na bezpieczeństwo Polski. Następnie rozpoczął tam studia magisterskie na kierunku politologia, a także studia podyplomowe na Akademii Sztuki Wojennej.
Działał w Klubie „Gazety Polskiej”. W wieku 17 lat zgłosił się do pracy w biurze poselskim Antoniego Macierewicza. W 2010 został członkiem Prawa i Sprawiedliwości, a następnie z rekomendacji Antoniego Macierewicza został mianowany szefem biura zespołu parlamentarnego ds. zbadania przyczyn katastrofy smoleńskiej.
W 2012 pełnił funkcję sekretarza Zarządu Okręgowego PiS w okręgu piotrkowskim. Z nominacji Jarosława Kaczyńskiego został członkiem Rady Politycznej PiS. W latach 2012–2014 był koordynatorem ds. struktur wykonawczych PiS, w latach 2013–2014 pełnił funkcję pełnomocnika powiatowego PiS w powiecie radomszczańskim, a od 2014 był członkiem Krajowej Komisji Rewizyjnej PiS.
W 2015 bez powodzenia startował do Sejmu w wyborach parlamentarnych z 4. miejsca na liście w okręgu piotrkowskim, zdobywając 1992 głosy. Po wyborczej wygranej Prawa i Sprawiedliwości, 16 listopada 2015 został szefem gabinetu politycznego oraz rzecznikiem prasowym Ministerstwa Obrony Narodowej. Przed objęciem stanowisk w MON przez kilka miesięcy pracował w jednej z aptek w podwarszawskich Łomiankach. Funkcję rzecznika prasowego MON przestał pełnić w lutym 2017. 1 kwietnia został asystentem politycznym Antoniego Macierewicza. Był zatrudniony w MON do 14 kwietnia, a jego kompetencje oraz zasługi zostały uhonorowane przez MON pamiątkową monetą.
10 kwietnia 2017 został pełnomocnikiem zarządu państwowej Polskiej Grupy Zbrojeniowej (PGZ) ds. komunikacji. 12 kwietnia spółka rozwiązała z nim umowę o pracę na jego wniosek. Tego samego dnia został zawieszony w prawach członka Prawa i Sprawiedliwości przez prezesa PiS Jarosława Kaczyńskiego, który powołał jednocześnie specjalną komisję mającą wyjaśnić m.in. okoliczności zatrudnienia Bartłomieja Misiewicza w PGZ. W jej skład weszli wiceprezesi PiS Joachim Brudziński i Mariusz Kamiński oraz Marek Suski i Karol Karski. 13 kwietnia, po przesłuchaniu Bartłomieja Misiewicza, komisja orzekła, że nie posiada on kwalifikacji do pełnienia funkcji w sferze publicznej i spółkach Skarbu Państwa. Tego samego dnia zrezygnował on z członkostwa w partii, uzasadniając to „niesamowitą nagonką na PiS przy użyciu jego nazwiska”.
W maju 2017 założył firmę, która miała świadczyć usługi doradcze, marketingowe oraz tworzyć kampanie reklamowe. Został również doradcą zarządu Telewizji Republika.
28 stycznia 2019 został zatrzymany przez Centralne Biuro Antykorupcyjne. Razem z nim zatrzymano pięć innych osób: byłego parlamentarzystę oraz osoby związane z MON i PGZ. Zarzucono im m.in. powoływanie się na wpływy i czerpanie z tego korzyści materialnych. 30 stycznia Misiewicz został tymczasowo aresztowany na trzy miesiące, następnie tymczasowe aresztowanie zostało przedłużone o kolejne dwa miesiące. Opuścił areszt w czerwcu 2019, po wpłaceniu poręczenia w wysokości 100 tys. zł. Postępowanie sądowe rozpoczęło się w 2025 roku.
W marcu 2020 założył spółkę Alleati Holding, zajmującą się m.in. sprzedażą wódki „Misiewiczówka”. 21 maja 2021 do warszawskiego Sądu Rejonowego trafił akt oskarżenia przeciwko Bartłomiejowi Misiewiczowi za reklamowanie i sprzedawanie wódki „Misiewiczówka” bez wymaganego zezwolenia. W 2022 roku został za to prawomocnie skazany i ukarany grzywną w wysokości 20 tys. zł.

## Kontrowersje
W grudniu 2015 Bartłomiej Misiewicz na polecenie Antoniego Macierewicza kierował nocną akcją wejścia żołnierzy Żandarmerii Wojskowej i Służby Kontrwywiadu Wojskowego do Centrum Eksperckiego Kontrwywiadu Wojskowego NATO w Warszawie. W grudniu 2016 Sąd Okręgowy w Warszawie nakazał stołecznej Prokuraturze Okręgowej wszczęcie śledztwa w tej sprawie. 1 marca 2017 Wojskowy Sąd Okręgowy w Warszawie odrzucił zażalenie pełnomocnika gen. bryg. Piotra Pytla i utrzymał w mocy zaskarżone postanowienie Prokuratury Okręgowej w Warszawie z 24 października 2016 o umorzeniu śledztwa w sprawie przekroczenia uprawnień żołnierzy Żandarmerii Wojskowej asystujących w działaniach prowadzonych przez Bartłomieja Misiewicza jako pełnomocnika MON do spraw utworzenia CEKW NATO.
Według tygodnika „Polityka”, wizytując jednostki wojskowe, oczekiwał od ich dowódców oznak szacunku służbowego – na przykład powitania przed frontem jednostki – które nie przysługiwały osobom na jego stanowisku.
We wrześniu 2016, po publikacji „Newsweeka” informującej, że miał on oferować radnym w Bełchatowie zatrudnienie w państwowej spółce w zamian za przystąpienie do koalicji z PiS, na własną prośbę został zawieszony na stanowiskach rzecznika i szefa gabinetu politycznego MON. W październiku powrócił do pracy w ministerstwie, by zająć się „analizą dezinformacji medialnych wymierzonych w bezpieczeństwo państwa”. W grudniu, po umorzeniu przez prokuraturę śledztwa w Bełchatowie, wrócił także na oba zajmowane wcześniej stanowiska.
W 2016 objął funkcję członka rady nadzorczej spółki Energa Ciepło Ostrołęka oraz członka rady nadzorczej Polskiej Grupy Zbrojeniowej, mimo że nie posiadał ukończonego kursu dla członków rad nadzorczych i skończonych studiów. We wrześniu 2016 zrezygnował z zasiadania w organach tych przedsiębiorstw.
W 2016 w wypowiedziach partii opozycyjnych wobec PiS oraz niektórych publikacjach prasowych nazwisko Bartłomieja Misiewicza zostało uznane za symbol „kolesiostwa i nepotyzmu”. Określeniem Misiewicze politycy Nowoczesnej nazwali osoby o niskich kompetencjach, które „dostały pracę w spółkach Skarbu Państwa i instytucjach publicznych dzięki powiązaniom z PiS”. Zaczęło być ono używane przez część ogólnopolskich mediów.
Jego działalność, zakres obowiązków i wykształcenie były przedmiotem kilku interpelacji i zapytań poselskich.
W marcu 2022 został zatrzymany na terenie Austrii za jazdę samochodem pod wpływem alkoholu.
We współczesnym dyskursie prasowym nazwisko Misiewicz stało się podstawą metaforycznego określenia osoby o niskich standardach etycznych oraz o niskich kompetencjach zawodowych, a piastującej wysokie stanowisko i domagającej się najwyższych zaszczytów.

## Odznaczenia
W sierpniu 2016 został odznaczony Złotym Medalem „Za zasługi dla obronności kraju”.